# Andrena incanescens
Andrena incanescens is een vliesvleugelig insect uit de familie Andrenidae. De wetenschappelijke naam van de soort is voor het eerst geldig gepubliceerd in 1923 door Cockerell.